# Aleksej Nikolić
Aleksej Nikolić (Postumia, 21 febbraio 1995) è un cestista sloveno, di ruolo playmaker.

## Biografia
Ha un fratello maggiore, Mitja, anch'egli cestista.

## Carriera
Nato a Postumia, ha iniziato la sua carriera in Bosnia ed Erzegovina allo Spars Sarajevo per poi trasferirsi al Bamberger in Germania dove ha giocato per un triennio guidato dal coach italiano Andrea Trinchieri, vincendo due campionati e una coppa nazionale, con in mezzo un prestito al Baunach
. 
Firma poi un triennale con il Partizan e successivamente si trasferisce in Italia, Francia e Spagna giocando in successione con l'Universo Treviso il BCM Gravelines e il S.P. Burgos. Nell'ottobre 2022 viene tesserato dalla Dinamo Sassari a stagione iniziata per ovviare all'infortunio subito da Chris Dowe.
Con la Slovenia ha disputato i Giochi olimpici di Tokyo 2020, i Campionati mondiali del 2014 e due edizioni dei Campionati europei (2017, 2022).

## Palmarès

### Squadra
- Campionato tedesco: 2

Brose Bamberg: 2015-16, 2016-17
- Coppa di Germania: 1

Brose Bamberg: 2017
- Coppa di Serbia: 1

Partizan Belgrado: 2019
- Coppa Italia: 1

Brescia: 2023

#### Nazionale
- Europei: 
Romania/Finlandia/Israele/Turchia 2017